# 瑪麗·麥特琳
瑪麗·貝絲·麥特琳（英語：Marlee Beth Matlin，1965年8月24日—）是一位美國女演員，1987年以電影《悲憐上帝的女兒》拿下第59屆奧斯卡金像獎「最佳女角獎」，她不但是奧斯卡史上首位失聰的影后，同時也締造了最年輕的影后新紀錄（21歲7個月6天），33年來這紀錄仍尚未被打破。她在電影和電視劇作品中的精湛演技亦為她贏得一座金球獎，另有二次提名，以及四度艾美獎提名。麥特琳也是美國聾人協會的著名成員
2016年受邀職業美式足球聯盟NFL年度冠軍賽，第五十屆超級盃開賽儀式中，麥特琳幫演唱美國國歌的女神卡卡，擔任現場同步表演手語翻譯。

## 電影作品列表
| 年分   | 電影               | 角色      | 備註                                          |
| ------ | ------------------ | --------- | --------------------------------------------- |
| 1986年 | 《悲憐上帝的女兒》 | 莎拉·諾曼 | 奧斯卡最佳女主角獎 金球奖剧情类电影最佳女主角 |
| 2021年 | 《健听女孩》       | 杰姬·罗西 | 哥谭独立电影奖最佳配角表演提名                |

## 外部連結
- 官方网站
- 瑪麗·麥特琳在互联网电影资料库（IMDb）上的資料（英文）
- 瑪麗·麥特琳在豆瓣上的资料（简体中文）
- 瑪麗·麥特琳 （页面存档备份，存于）的推特網頁